# Otto Seyfert
Otto Seyfert (* 29. April 1896 in Hamburg; † 10. August 1990 in Konstanz) war ein deutscher Pianist, Dirigent, Komponist und Arrangeur.

## Leben und Werk
Otto Seyfert wirkte als Dirigent, Komponist und Arrangeur beim Süddeutschen Rundfunk und später in der Nachfolgeorganisation Reichssender Stuttgart. Er wirkte als musikalischer Leiter und Pianist der Gesangsgruppe „Die Wellensittiche“, die unter anderem Comedian-Harmonists-Stücke aufführte. Mitglieder dieser Gruppe waren: Richard Nothhelfer,  Wilhelm „Willy“ Holtz, Hubert Buchta, Bruno Müller, Hans Hofele. Diese Formation spielte 1934 und 1935 bei den Labeln Electrola und Brilliant Special mehrere Tonträger ein. Die Gruppe wurde auch im Rundfunk bekannt. Sie trat anlässlich einer Funkausstellung (1935 oder 1936) für den Reichssender Stuttgart in Berlin auf.
Otto Seyferts Frau, die Sängerin Else Grünewald, war Jüdin. Otto Seyfert selbst stand auf der „Liste der aus der Reichsmusikkammer ausgeschlossenen Juden, jüdischen Mischlinge und jüdisch Versippten“. Otto Seyfert verließ nach 1935 mit seiner Frau Deutschland und ging zunächst nach Spanien ins Exil. Hier soll er für den Rundfunksender Barcelona als Tonmeister tätig gewesen sein.
Anfang des Jahres 1939 ist Otto Seyfert im New Yorker Exil nachweisbar. Er berichtete am 4. Februar 1939 kurz über das musikalische Leben und seine Startschwierigkeiten in dieser Stadt. Die Library of Congress weist Otto Seyfert 1982 als Klavierbegleiter des dänischen Tenor Helge Rosvaenge in einem Konzert in der New Yorker Carnegie Hall nach.
Otto Seyfert komponierte Chöre, Lieder und Chansons. Er arrangierte Werke wie Der Bettelstudent von Carl Millöcker oder Die Fledermaus von Johann Strauss für Klavier solo oder für Violine und Klavier. Er gab 1928 das Leichte Ouvertüren Album heraus.
Otto Seyfert starb im August 1990 in Konstanz. Über die Umstände seiner Rückkehr aus dem Exil  ist derzeit nichts bekannt.